# Mauges-sur-Loire
Mauges-sur-Loire es una comuna nueva francesa situada en el departamento de Maine y Loira, de la región de Países del Loira.

## Historia
Fue creada el 15 de diciembre de 2015, en aplicación de una resolución del prefecto de Maine y Loira de 5 de octubre de 2015 con la unión de las comunas de Beausse, Botz-en-Mauges, Bourgneuf-en-Mauges, La Chapelle-Saint-Florent, La Pommeraye, Le Marillais, Le Mesnil-en-Vallée, Montjean-sur-Loire, Saint-Florent-le-Vieil, Saint-Laurent-de-la-Plaine y Saint-Laurent-du-Mottay, pasando a estar el ayuntamiento en la antigua comuna de La Pommeraye.

## Demografía
| Gráfica de evolución demográfica de Mauges-sur-Loire entre 1901 y 2013 |
|                                                                        |

Los datos entre 1800 y 2013 son el resultado de sumar los parciales de las once comunas que forman la nueva comuna de Mauges-sur-Loire, cuyos datos se han cogido de 1800 a 1999, para las comunas de Beausse, Botz-en-Mauges, Bourgneuf-en-Mauges, La Chapelle-Saint-Florent, La Pommeraye (Maine y Loira), Le Marillais, Le Mesnil-en-Vallée, Montjean-sur-Loire, Saint-Florent-le-Vieil, Saint-Laurent-de-la-Plaine y Saint-Laurent-du-Mottay de la página francesa EHESS/Cassini. Los demás datos se han cogido de la página del INSEE.

## Composición
| Comuna delegada            | Código INSEE | Población (2013) | Superficie (km²) | Densidad (hab./km²) |
| -------------------------- | ------------ | ---------------- | ---------------- | ------------------- |
| Beausse                    | 49024        | 395              | 5.36             | 74                  |
| Botz-en-Mauges             | 49034        | 818              | 15.74            | 52                  |
| Bourgneuf-en-Mauges        | 49039        | 680              | 11.64            | 58                  |
| La Chapelle-Saint-Florent  | 49075        | 1364             | 15.84            | 86                  |
| La Pommeraye               | 49244        | 4000             | 39               | 103                 |
| Le Marillais               | 49190        | 1130             | 9.47             | 119                 |
| Le Mesnil-en-Vallée        | 49204        | 1468             | 17.72            | 83                  |
| Montjean-sur-Loire         | 49212        | 3115             | 19.33            | 161                 |
| Saint-Florent-le-Vieil     | 49276        | 2809             | 24.70            | 114                 |
| Saint-Laurent-de-la-Plaine | 49295        | 1710             | 18.44            | 93                  |
| Saint-Laurent-du-Mottay    | 49297        | 761              | 14.63            | 52                  |